# 巴贝鲁
巴贝鲁（Baberu），是印度北方邦Banda县的一个城镇。总人口14499（2001年）。

## 人口
该地2001年总人口14499人，其中男性7784人，女性6715人；0—6岁人口2444人，其中男1267人，女1177人；识字率59.81%，其中男性为71.51%，女性为46.25%。